# Cynthia Brewer
Cynthia "Cindy" A. Brewer es una geógrafa, cartógrafa, escritora, y profesora estadounidense.
Desarrolla actividades científicas y académicas como profesora de geografía, en la Universidad Estatal de Pensilvania. Ha trabajado como diseñadora de atlas; y, también como asesora en Oficina del Censo de los Estados Unidos, Instituto Nacional de Cáncerl, Centro Nacional de Estadística de Salud y Servicio de Parques Nacionales. 
Enseña cartografía introductoria y dicta cursos de diseño de cartas. Su especialidad cartográfica relaciona visibilidad y teoría de color. También trabajó en topografía y diseño de cartas, multimapeos escalares. Ha sido influyente como teórica en representaciones de cartas y en sistemas profesionales de información geográfica (GIS). 
Administra su web profesional ColorBrewer colors de impresión y de conjuntos de colores, utilizados para numerosos proyectos. Es responsable autorizada, en la aplicación de la versión 2.0 Apache, de ColorBrewer.

## Educación
En 1979, se graduó por la Universidad McMaster (Ontario, Canadá); y, en 1983, por la Universidad de Guelph (Ontario, Canadá). Y, en 1986, obtuvo su maestría en geografía con énfasis en cartografía, por la Universidad Estatal de Míchigan, presentando y defendiendo la tesis "El Desarrollo de Proceso de Impresión Munsell Gráficos para Seleccionar Colores en Mapas". Después de un año en la Universidad de California en Santa Bárbara, obtuvo en 1991, su doctorado por la Universidad Estatal de Míchigan. Su disertación fue "Predicción  de Cambios en Aspecto de Color de Mapas

## Carrera académica
De 1986 a 1987, fue conferenciante en el Departamento de Geografía, de la Universidad de California en Santa Bárbara. Completó su doctorado, mientras profesora ayudante, durante tres años de 1991 a 1994 en la Universidad Estatal de San Diego. En 1994, trabajó también en el Departamento de Geografía de la Universidad Estatal de Pensilvania; y, fue profesora desde 2007 y Jefa de Departamento desde 2014.

## Honores

### Membresías
- Desde 2008: de la Facultad del Centro de Excelencia de Ciencia Geoespacial e Información (CEGIS), EE. UU. del Servicio Geológico, Departamento de Interior.

## ColorBrewer

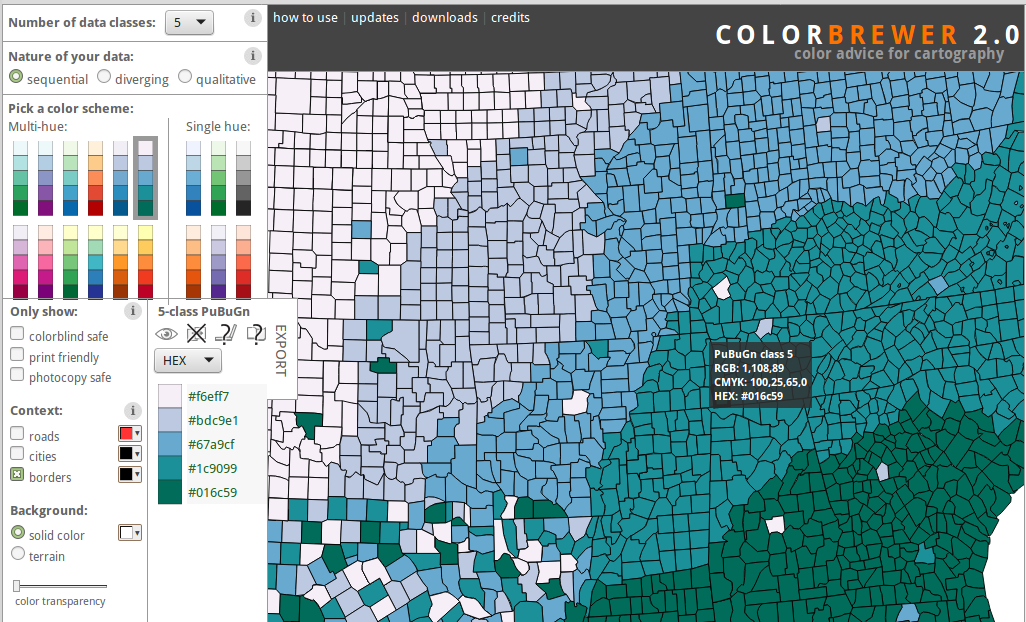
Captura de pantalla de ColorBrewer.

Este Programa posee una gran complejidad, escogiendo esquemas de color eficaces para cartas temáticas, (o coropléticos). Debe seleccionarse una secuencia de colores, para representar el dato. Para deciles, deberán seleccionarse, diez colores relacionados. Esos colores pueden ser escogidos según esquemas secuenciales, o sino divergentes. Los resultados tienen que considerar el entorno de uso para la carta (p. ej., CRT, LCD, impreso, proyectado, fotocopiado). Hay cinco especificaciones de sistemas de colores con números generalmente escritos en hexadecimales y en decimal.
ColorBrewer es una herramienta en línea diseñada para:
- tomar algunas decisiones fuera de este proceso;
- eliminar algunas de las conjeturas de este proceso, al ayudar a los usuarios a seleccionar los esquemas de color adecuados para sus necesidades de mapeo específicas.

Fue lanzado en 2002. Está autorizado para utilizar Apache 2.0 similar a CC-BY-SA 3.0.

### Paletas de Brewer
Nombres válidos y representación completa del color para cada paleta. Pasando el cursor del ratón por encima cada recuadro aparece el número del color. 
| - YlGn - YlGnBu - GnBu - BuGn - PuBuGn | - PuBu - BuPu - RdPu - PuRd - OrRd | - YlOrRd - YlOrBr - Purples - Blues - Greens | - Oranges - Reds - Greys |

| - PuOr - BrBG - PRGn | - PiYG - RdBu - RdGy | - RdYlBu - Spectral - RdYlGn |

| - Accent - Dark2 - Paired | - Pastel1 - Pastel2 - Set1 | - Set2 - Set3 |

## Otras búsquedas
La mayoría de ese trabajo es aplicable al software GIS.
A partir del trabajo original, se han hecho investigaciones, a sujetos con diferentes tipos de daltonismo.
Otros cartógrafos en este campo incluyen a Gretchen N Petersen  y el mentor de Cindy, la Dra. Judy M Olsen.

## Algunas publicaciones

### Libros
- Brewer, Cynthia A. (2005), Designing Better Maps: A Guide for GIS Users, Esri Press, p. 220, ISBN 978-1589480896.
- Brewer, Cynthia A. (2008), Designed Maps: A Sourcebook for GIS Users, Esri Press, p. 184, ISBN 978-1589481602.
- Brewer, Cynthia A. (2015), Designing Better Maps: A Guide for GIS Users, 2nd Edition, Esri Press, p. 250, ISBN 978-1589484405.

### Artículos
- Harrower, Mark; Brewer, Cynthia A. (2003), «ColorBrewer.org: An Online Tool for Selecting Colour Schemes for Maps», The Cartographic Journal (The British Cartographic Society) 40 (1): 27-37, doi:10.1179/000870403235002042, archivado desde el original el 10 de mayo de 2013.
- Brewer, Cynthia A. (2006), «Basic Mapping Principles for Visualizing Cancer Data Using Geographic Information Systems (GIS)», American Journal of Preventive Medicine (?) 30: S25-S36, doi:10.1016/j.amepre.2005.09.007, archivado desde el original el 25 de junio de 2010.
- Brewer, Cynthia A.; Hatchard, Geoffrey W.; Harrower, Mark A (2003), «ColorBrewer in Print: A Catalog of Color Schemes for Maps», Cartography and Geographic Information Science (Cartography and Geographic Information Society) 30 (1): 5-32 (28), doi:10.1559/152304003100010929.
- Brewer, Cynthia A. (2003), «A Transition in Improving Maps: The ColorBrewer Example», Cartography and Geographic Information Science (Cartography and Geographic Information Society) 30 (2): 159-162(4), doi:10.1559/152304003100011126.
- Brewer, Cynthia A. (1996), «Guidelines for Selecting Colors for Diverging Schemes on Maps», The Cartographic Journal (Maney Publishing) 33 (2): 79-86(8), doi:10.1179/caj.1996.33.2.79.
- Una evaluación de las selecciones de color para acomodar a los usuarios de mapas con impedimentos de visión de colores.